# Tisá
Tisá (německy Tissa) je obec v okrese Ústí nad Labem v Ústeckém kraji. Nachází se na rozhraní Krušných hor a Děčínské vrchoviny v blízkosti česko-německé státní hranice, asi šest kilometrů západně od Děčína a třináct kilometrů severně od krajského města Ústí nad Labem. Žije v ní přibližně 1 000 obyvatel.

## Název

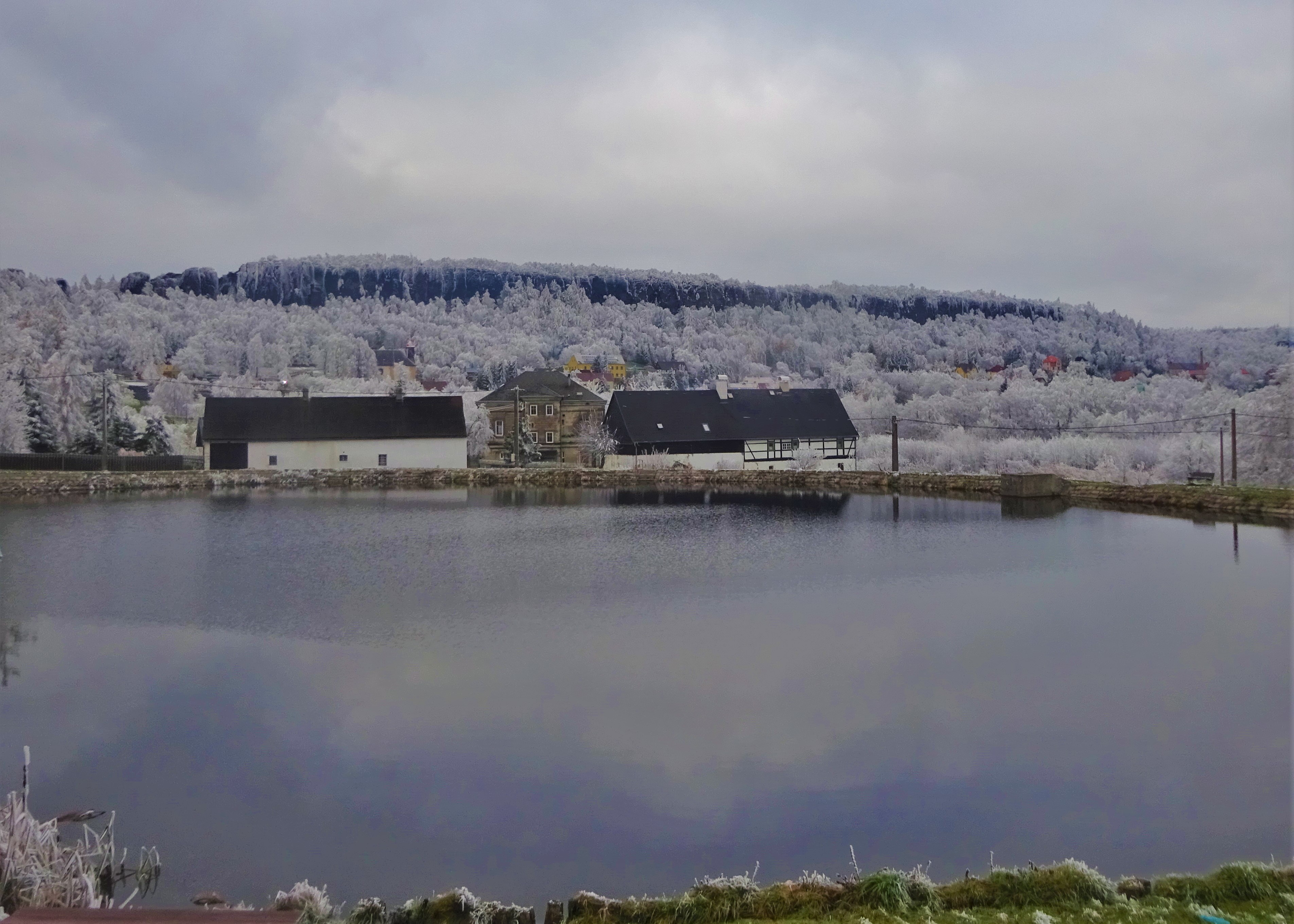
Pohled na Velké stěny přes rybník Kačák

Název vesnice je odvozen pomocí přípony -a(ja) ze slova tis. V historických pramenech se jméno objevuje ve tvarech: Tiesza (1653), Tisa (1654), Tißa (1787) nebo Tyssa (1833).

## Historie
První písemná zmínka o vesnici pochází z roku 1653.
Předchůdcem Tisé byla ves Šenštein (Schönstein) s tvrzí, která se nacházela na východním úbočí vrchu Tisá. Byla založena Vartenberky během jejich vlastnictví děčínského panství. Za vlastnictví panství rytíři z Bünau zde Günter z Bünau po roce 1554 vystavěl nový dvůr a zámek. Za třicetileté války byl zámek s dvorem a vsí v roce 1631 vypálen a nebyl již obnoven. Novým střediskem osídlení se pak stala osada Tisá.
Od roku 1783 zde vzniklo postupně dvanáct větších a patnáct menších manufaktur na výrobu kovových knoflíků. K nejznámějším patřily výrobky firmy Tyssa. Na začátku 20. století si zde výrobou knoflíků vydělávalo nebo přivydělávalo kolem 3000 lidi.

## Přírodní poměry

### Geologická stavba, reliéf a půdy
Podloží pod většinou zástavby a směrem ke státním hranicím tvoří druhohorní horniny. Na zbytku území jde o ortoruly, granulity a velice pokročilé migmatity.
Z geomorfologického hlediska je Tisá součástí Krušnohorské subprovincie, konkrétně Děčínské vrchoviny a jejího podcelku Děčínské stěny, v jejichž rámci spadá pod geomorfologický okrsek Sněžnická hornatina. Jižní část vesnice a jihozápadní cíp správního území se nachází v Krušných horách, v podcelku Loučenská hornatina a okrsku Nakléřovská hornatina.
Podle taxonomického klasifikačního systému půd (TKSP) se v Tisé vyskytují kambizemě, podzoly a gleje. V jižní části území se jedná o půdní typ kambizem dystrická, na severu o podzol arenický, zatímco v údolích potoků lze nalézt gleje.

### Podnebí a vodstvo
Tisá se dle Quittovy klimatické klasifikace řadí do chladné oblasti CH7 (malý cíp na jihovýchodě náleží do mírně teplé oblasti MT2). Pro oblast CH7 jsou typická krátká, mírně chladná a vlhká léta. Jara a podzimy jsou dlouhé s velkým podílem srážek, a dlouhé jsou i zimy, během nichž je po značnou část zem pokryta sněhovou pokrývkou.
Oblast Tisé spadá hydrologicky do povodí řeky Labe. Konkrétně náleží do dílčího povodí Ohře, Dolního Labe a ostatních přítoků Labe, v jehož rámci je součástí povodí vodních útvarů „Petrovická potok/Bahra od pramene po státní hranici“ a „Jílovský potok od pramene po ústí do Labe“. Tisou protéká stejnojmenný potok. Část obce zasahuje do chráněné oblasti přirozené akumulace vod (CHOPAV) Česká křída.

### Flora a fauna
Dle biogeografického členění ČR náleží oblast Tisé do hercynské podprovincie, respektive do jejího Děčínského bioregionu. Z botanického hlediska je součástí fytogeografického obvodu mezofytika, kde leží na pomezí Děčínského Sněžníku (46a) a Krušnohorského podhůří vlastního (25a). Potenciální přirozenou vegetaci tvoří bikové bučiny (Luzelo Fagetum).

### Ochrana životního prostředí
Na území obce zasahují celkem tři zvláště chráněná území. Z velkoplošných se jedná o chráněnou krajinnou oblast Labské pískovce. Maloplošné reprezentuje přírodní památka Tiské stěny a přírodní rezervace Rájecká rašeliniště. Z dalších chráněných území se jedná o pět lokalit v rámci soustavy Natura 2000. Konkrétně jde o tři evropsky významné lokality, a to Libouchecké bučiny, Olšový potok a Východní Krušnohoří, a dvě ptačí oblasti v podobě Labských pískovců a Východních Krušných hor. V Rájci kromě toho rostou památné stromy lípy malolisté (Tilia cordata).
V rámci územního systému ekologické stability se na území obce nachází regionální biocentrum, jímž jsou Tiské stěny.

## Obyvatelstvo

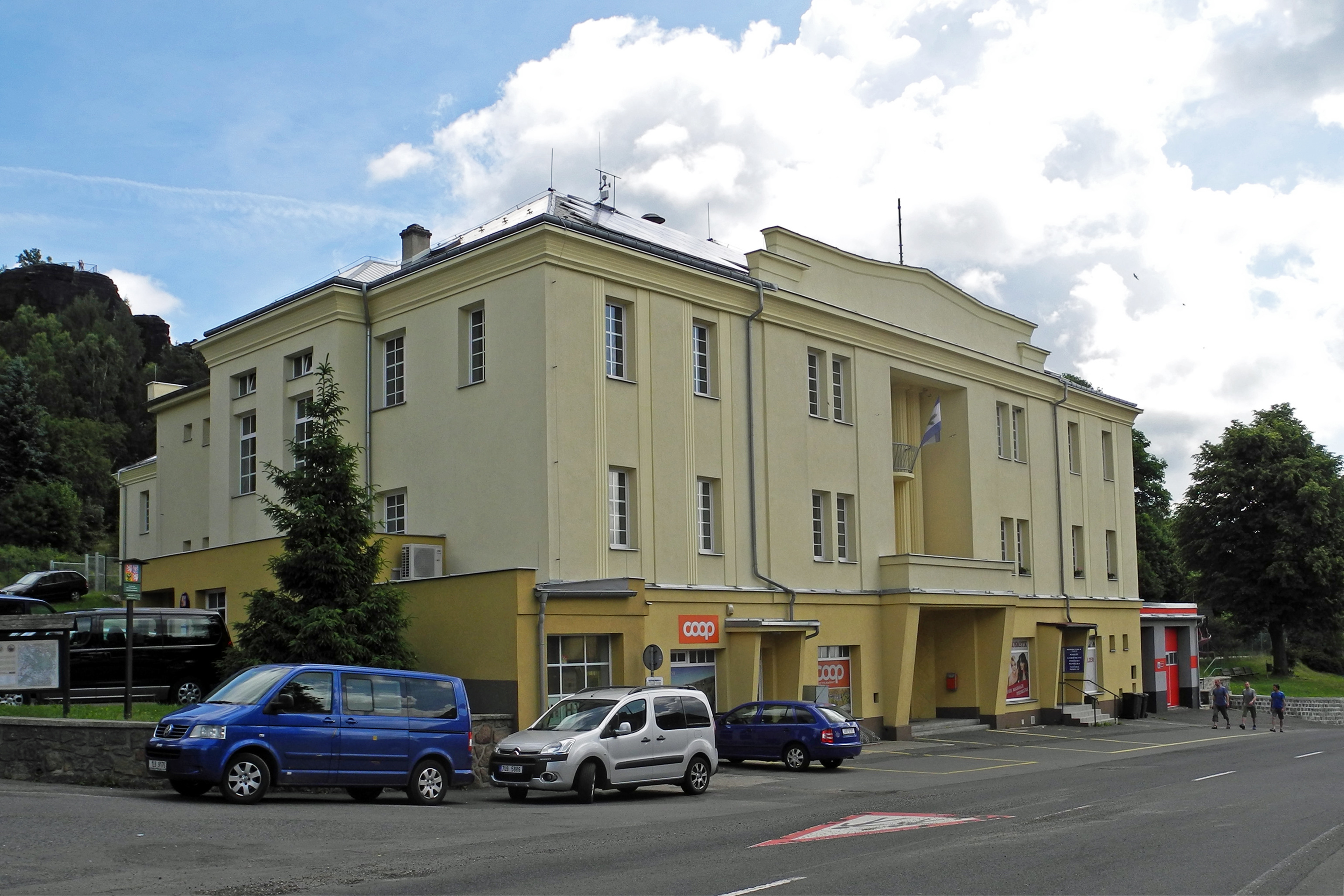
Budova obecního úřadu

Při sčítání lidu v roce 1921 ve vsi žilo 1 856 obyvatel (z toho 804 mužů), z nichž bylo dvanáct Čechoslováků, 1 818 Němců, jeden příslušník jiné národnosti a 25 cizinců. Většina obyvatel (1 799 lidí) byla římskými katolíky, ale dále ve vsi žilo 26 evangelíků, sedm členů církve československé, jeden žid, jeden člen dalších nezjišťovaných církví a 22 lidí bez vyznání. Podle sčítání lidu z roku 1930 měla vesnice 1 867 obyvatel: 25 Čechoslováků, 1 802 Němců, tři příslušníky jiné národnosti a 37 cizinců. Stále převažovali římští katolíci (1 492 osob), počet lidí bez vyznání vzrostl na 317 a kromě nich v Tisé žilo 42 evangelíků, jeden člen církve československé, dva židé a třináct příslušníků nezjišťovaných církví.
Počátkem roku 2013 žilo v obci celkem 918 obyvatel, z toho 473 mužů a 445 žen, jejichž průměrný věk činil 39 let. Podle sčítání sčítání lidu, domů a bytů z roku 2011, kdy v obci žilo 859 lidí, tvořili největší věkovou skupinu (17 %) obyvatelé ve věku od 30 do 39 let. Děti do 14 let věku představovaly 18,2 % obyvatel, zatímco senioři nad 70 let úhrnem 9,3 %. Z celkem 703 občanů obce starších 15 let je vzdělanostně nejpočetnější skupinou (32,4 %) nejvyšší ukončené vzdělání úplné střední bez maturity. Podíl vysokoškoláků dosahoval 11,9 % a bez vzdělání bylo naopak 0,3 % obyvatel.
Z cenzu dále vyplývá, že ve městě žilo 416 ekonomicky aktivních občanů (48,4 %). Dohromady 88,2 % z nich se řadilo mezi zaměstnané, z nichž 72,2 % patřilo mezi zaměstnance, 7,4 % k zaměstnavatelům a zbytek pracoval na vlastní účet. Oproti tomu celých 45,6 % občanů nebylo ekonomicky aktivní (to jsou například nepracující důchodci či žáci, studenti nebo učni) a zbytek svou ekonomickou aktivitu uvést nechtěl.
Během sčítání lidu se 68,2 % obyvatel obce přihlásilo k české národnosti. Zbývající zastoupené národnosti byly německá (0,6 %), polská (0,3 %), slovenská (0,2 %) a moravská (0,1 %). Celých 29,7 % obyvatel obce však svou národnost neuvedlo.
| Rok            | 1869  | 1880  | 1890  | 1900  | 1910  | 1921  | 1930  | 1950  | 1961  | 1970 | 1980 | 1991 | 2001 | 2011 | 2021 |
| -------------- | ----- | ----- | ----- | ----- | ----- | ----- | ----- | ----- | ----- | ---- | ---- | ---- | ---- | ---- | ---- |
| Počet obyvatel | 2 259 | 2 759 | 2 875 | 2 917 | 3 078 | 2 465 | 2 427 | 1 083 | 1 076 | 885  | 783  | 600  | 674  | 674  | 988  |
| Počet domů     | 378   | 438   | 471   | 469   | 496   | 506   | 526   | 487   | 250   | 220  | 172  | 164  | 158  | 241  | 283  |

### Náboženský život
Obec je sídlem římskokatolické farnosti, která spadá pod ústecký vikariát litoměřické diecéze. Na území farnosti se nachází kostel svaté Anny, kde se konají pravidelné bohoslužby vždy první neděli v měsíci.

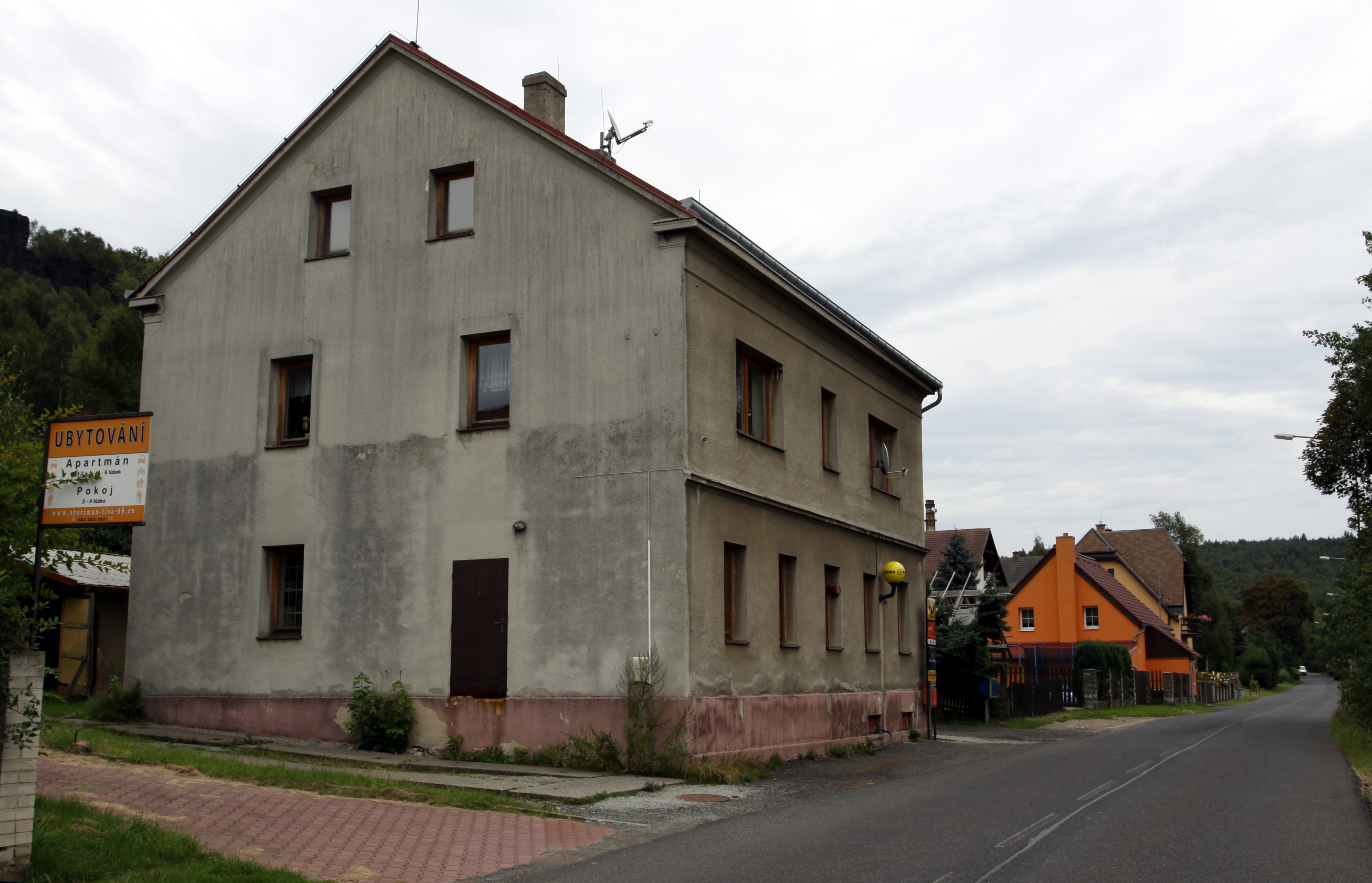
Místní pošta

Při censu prováděném v roce 2011 se 9,5 % obyvatel Tisé označilo za věřící, z toho 4,3 % se hlásilo k církvi či náboženské obci. Nejvíce obyvatel (2,8 %) se označilo za následovníky římskokatolické církve, okrajově též bylo zastoupeno Pravoslaví, Českobratrská církev evangelická a Církev československá husitská. Plných 48 % uvedlo, že je bez náboženské víry, a 42,4 % lidí odmítlo na otázku své náboženské víry odpovědět.

## Členění obce
Tisá se nečlení na části, ale skládá se ze dvou katastrálních území: Tisé a Ostrova u Tisé. Základními sídelními jednotkami jsou:
- Antonínov
- Ostrov
- Rájec
- Tisá

## Infrastruktura
Tisá je vybavena veřejným osvětlením, vodovodem a kanalizací. Chybí plynofikace. V obci je stanice Horské služby (fungující pouze v létě).

## Pamětihodnosti

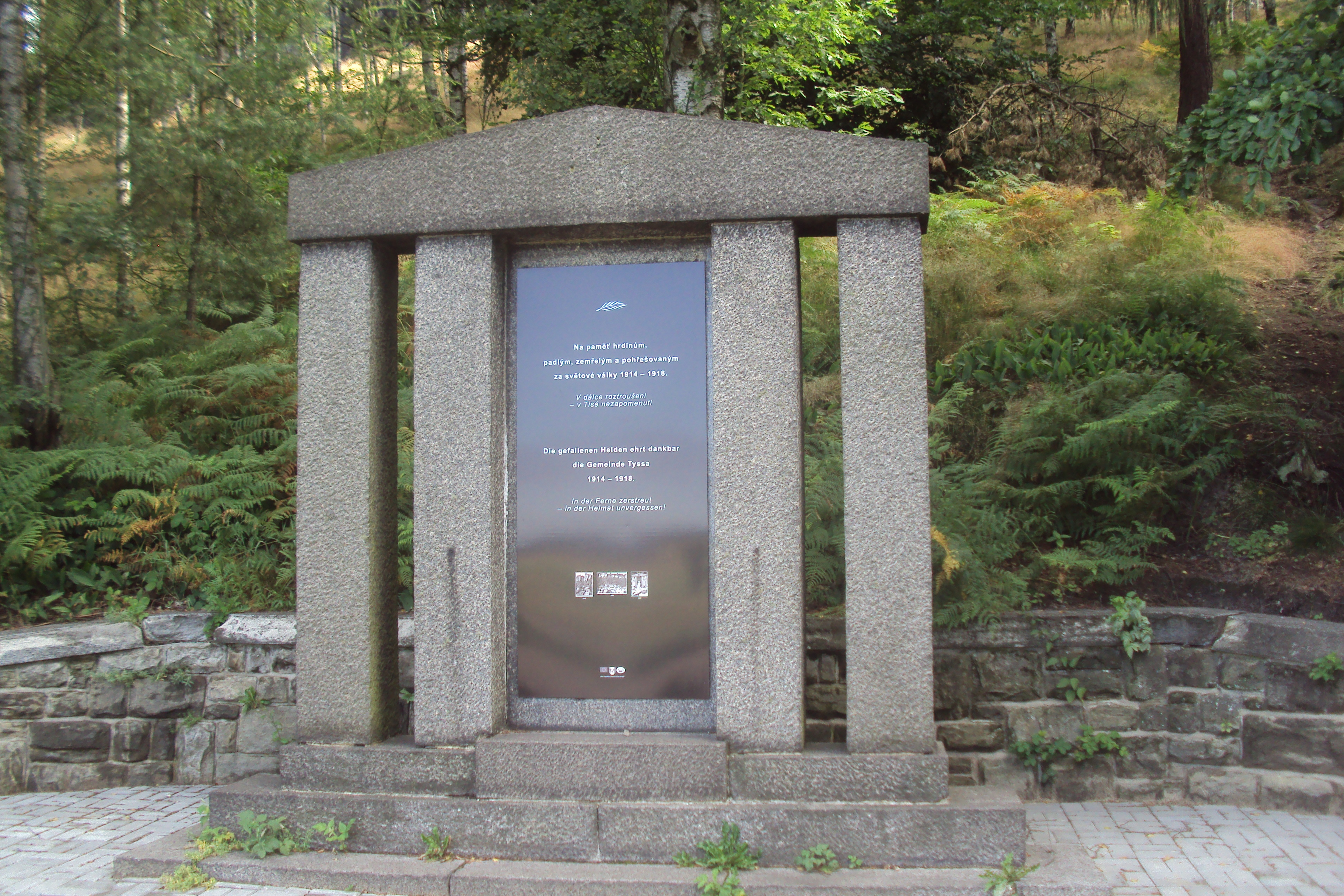
Opravený pomník padlým stojící u hřbitova na vrcholu monumentálního schodiště

V Tisé se nachází velké množství přírodních a kulturně-historických památek. Místní kulturně-historické památky reprezentuje dvanáct kulturních památek. Pět z nich je v části Ostrov, čtyři v Rájci a tři ve vlastní Tisé. Patří mezi ně mimo jiné:
- Kostel svaté Anny z roku 1789 stojí ve středu obce. V průčelní východní věži se nachází dva litinové zvony z roku 1922, vyrobené chabařovickými ocelárnami Arnold-Kress, a malý zvon z roku 1859 od Františka Herolda z Litoměřic.
- Vila čp. 349

## Osobnosti
- Václav Zítek (1932–2011), operní pěvec